# Sphaerodactylus molei
Espèce
Synonymes
- Sphaerodactylus buergeri Werner, 1900
- Sphaerodactylus venezuelanus Roux, 1927

Sphaerodactylus molei est une espèce de geckos de la famille des Sphaerodactylidae.

## Répartition
Cette espèce se rencontre :
- sur les îles de Trinité et de Tobago ;
- au Guyana ;
- au Venezuela, île Margarita comprise.

Sa présence est incertaine au Nicaragua.

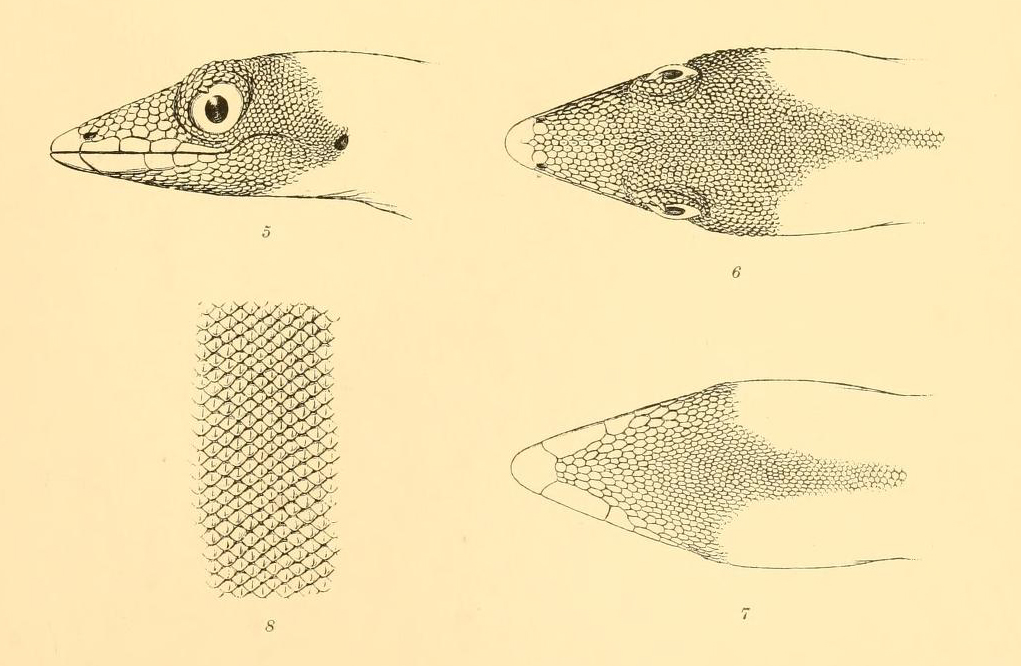

## Publication originale
- Boettger, 1894 : A preliminary list of the reptiles and batrachians of the Island of Trinidad. With descriptions of two new species. Journals of the Trinidad Field Naturalists' Club, Trinidad, Port of-Spain, vol. 2, p. 77-90 (texte intégral).